# Cuerpo de Socorro Andino
El Cuerpo de Socorro Andino (CSA) es una organización de voluntarios que se especializa en la búsqueda y rescate en montañas y zonas de difícil acceso en Chile. Es el organismo especializado en rescate en montaña más antiguo de Latinoamérica y su trabajo lo realiza de manera gratuita.
Se creó el 31 de mayo de 1949, y fue establecido oficialmente como una corporación de derecho privado sin fines de lucro en 1969. Históricamente, ha recibido financiamiento de la Oficina Nacional de Emergencia (ONEMI) del Ministerio del Interior de Chile, sin embargo, actualmente sólo se financia por el aporte de sus voluntarios y, en ocasiones, de las personas que son rescatadas. El 2023, SENAPRED (ex ONEMI) denegó financiamiento para el periodo 2024, impactando fuertemente la delicada situación financiera de la institución.
El Cuerpo de Socorro Andino está compuesto por voluntarios, de modo similar a Bomberos de Chile, que se organizan en un sistema de patrullas, debiendo pernoctar seis días en el cuartel y cumplir con las labores que se les exigen, como la planificación y ejecución de rescates, labores preventivas y rutinas de ejercicios. En 2016 contaba con cerca de 500 voluntarios.
Cuenta con delegaciones en 10 regiones del país, con sedes en Calama, San Pedro de Atacama, Copiapó, Río Hurtado, Santiago (donde se encuentra la dirección nacional), Rancagua, Las Trancas, Concepción, Pucón, Neltume, Puerto Varas y Punta Arenas. 